# 다중
다중(多衆)은 각자의 정체성을 가지며 개별적으로 행동하고, 특정한 사안에 동의할 때 개별성을 유지하면서 공동으로 행동하는 사람들이다. 단순히 많은 수의 일반인들을 지칭하는 '대중(大衆)'과 다르고, 동일한 목적의식을 가진 사람들인 '민중(民衆)'과도 구분되는 개념이다.

## 같이 보기
- 오병이어의 기적